# 청주 분기점
청주 분기점(Cheongju JC)은 충청북도 청주시 서원구 남이면 척산리에 설치된 경부고속도로와 서산영덕고속도로가 만나는 분기점이다.
개통 당시 명칭은 청원 분기점이었으나 2014년 7월 1일 청주시와 청원군이 청주시로 통합되어 청원군이 폐지되어 2014년 12월 1일 현재의 청주 분기점으로 변경되었다.

## 연혁
- 2007년 11월 28일 : 당진상주고속도로 청원 ~ 상주 구간 개통과 함께 청원 분기점으로 영업 개시[2]
- 2014년 12월 1일 : 청주 분기점으로 명칭 변경

## 구조물 정보
- 위치: 충청북도 청주시 서원구 남이면 척산리

## 접속하는 노선

### 부산・서산방면
- 경부고속도로 (34번), 서산영덕고속도로 (17번) (중첩구간)

### 서울방면
- 경부고속도로 (34번)

### 영덕방면
- 서산영덕고속도로 (17번)

## 구조
- 서산영덕고속도로로 진출입하는 형태의 트럼펫형 구조이다.